# Ахмед бін Сакр аль-Касімі
Ахмед бін Сакр аль-Касімі — шейх в Об'єднаних Арабських Еміратах. Син еміра Сакра ібн Мухаммада аль-Касімі. Займає посаду голови Департаменту митниці та морських портів емірату Рас-Аль-Хайма.